# Amphisbaena barbouri
Amphisbaena barbouri este o specie de reptile din genul Amphisbaena, familia Amphisbaenidae, ordinul Squamata, descrisă de Carl Gans și Charles Paul Alexander în anul 1962. Conform Catalogue of Life specia Amphisbaena barbouri nu are subspecii cunoscute.